# Еквіпотенціальна поверхня
Еквіпотенціа́льна пове́рхня (лінія рівного потенціалу) — поверхня, в усіх точках якої однаковий потенціал.
Еквіпотенціальні поверхні перпендикулярні до силових ліній поля.

## Дотичне поняття
Еквіпотенціальний, (рос. эквипотенциальный, англ. equipotential, нім. äquipotential, Äquipotential-, gleichen Potentials) — однаковий з чимось щодо величини потенціалу.